# Las Vegas (casa discografica)
La Las Vegas è stata un'etichetta discografica italiana attiva negli anni '60 e '70.

## Storia della Las Vegas
Come la Radio Records, anche la Las Vegas (che viene fondata nello stesso anno) nasce dall'iniziativa delle Edizioni musicali Sidet s.r.l., di cui è titolare il cavaliere Emilio Daniele; la sede era la stessa, a Milano dapprima in Galleria del Corso 4 e poi in piazzetta Pattari 2, ed anche lo staff che la dirigeva era lo stesso (tra essi il direttore d'orchestra Mario Mellier e la paroliera Luciana Medini).
Per la distribuzione si è affidata dapprima all'Ariston Records, poi alla Saint Martin Record ed infine all'RCA Italiana.
Tra i suoi artisti più rappresentativi vi sono Umberto Balsamo, Junior Magli, che partecipò al Festival di Sanremo 1973 con Povero, Bruno Baresi, che partecipò al Festival di Pesaro nel 1972 con Il mondo gira come vuole, Clem Sacco, l'attore Alberto Lupo ed Antonella Bellan, che con Lettera partecipò al Festival di Sanremo 1975.

## I dischi pubblicati
La numerazione di catalogo è variata, nel corso degli anni, a seconda dell'etichetta che curava la distribuzione.

### 33 giri -
| Numero di catalogo | Anno | Interprete      | Titolo Album           |
| ------------------ | ---- | --------------- | ---------------------- |
| LV 3001            | 1965 | Esecutori vari  | Raccolta di successi   |
| LV 3004            | 1965 | Franco Trincale | Canti della resistenza |

### 45 giri - Serie LVS
| Numero di catalogo | Anno             | Interprete                                           | Titolo Album                                            |
| ------------------ | ---------------- | ---------------------------------------------------- | ------------------------------------------------------- |
| LVS 1011           | 1965             | Laura Dones (sul lato A)/Geraldine (sul lato B)      | Le colline sono in fiore/Abbracciami forte              |
| LVS 1016           | 1965             | Andy Marchetti                                       | E poi verrà l'autunno/Si vedrà                          |
| LVS 1017           | 1966             | Nick Frediano                                        | Prima o poi/Cominciamo ad amarci                        |
| LVS 1024           | 1968             | Billy West con I Nevada Boys                         | L'ultimo duello/Darling Julie                           |
| LVS 1025           | 1968             | Rino D'Angiò                                         | Stò Calò/Secondo te                                     |
| LVS 1026           | 16 novembre 1965 | Vittorio Paltrinieri                                 | I tuoi occhi/Padroni del mondo                          |
| LVS 1033           | 1969             | Rino Gionchetta                                      | In punta di piedi/Dicono che sono giovane               |
| LVS 1048           | 1970             | Clem Sacco (sul lato A)/The Grasshopper (sul lato B) | African Cry/Sauterelle                                  |
| LVS 1057           | 1972             | Umberto Balsamo                                      | Se fossi diversa/Cosa vuoi pensare a poi                |
| LVS 1058           | 1972             | New Impression                                       | Non eri un giglio/Povero in canna                       |
| LVS 1059           | 1972             | Bruno Baresi                                         | Il mondo gira come vuole/E stai dormendo come un angelo |
| LVS 1060           | 1972             | Junior Magli                                         | Ogni notte, ogni giorno/...e sto davanti a te           |
| LVS 1061           | 1972             | Alberto Lupo                                         | Se/Te Deum                                              |
| LVS 1062           | 1972             | Gianni Mori                                          | Week-end/Picnic                                         |
| LVS 1063           | 1973             | Junior Magli                                         | Povero/Sto davanti a te                                 |
| LVS 1065           | 1973             | Trio Raf Cristiano                                   | Elegia/Concerto per tre                                 |
| LVS 1066           | 1974             | Junior Magli                                         | Gaye/Canta bambina canta                                |
| LVS 1067           | 1974             | Junior Magli                                         | In the darkness/This our society                        |
| LVS 1074           | 1975             | Stefano Rubino                                       | Vestiti il tuo nudo/Nel giardino di ieri                |
| LVS 1075           | 1976             | Annamaria                                            | Fernando/Amaro fiore                                    |

### 45 giri - Serie 500
| Numero di catalogo | Anno | Interprete       | Titolo Album                             |
| ------------------ | ---- | ---------------- | ---------------------------------------- |
| 5001 064           | 1974 | Apologia Lupi    | Pensieri d'aprile/Quel qualcosa di nuovo |
| 5001 070           | 1974 | Anya             | Io con te/La mia musica                  |
| 5001 072           | 1975 | Antonella Bellan | Lettera/Il regno d'amore                 |
| 5001 074           | 1975 | Stefano Rubino   | Vestii il tuo nudo/Nel giardino di ieri  |